# Palliolisentis quinqueungulis
Palliolisentis quinqueungulis är en hakmaskart som beskrevs av Machado 1960. Palliolisentis quinqueungulis ingår i släktet Palliolisentis och familjen Quadrigyridae. Inga underarter finns listade i Catalogue of Life.